# اقتصاديات مصعد الفضاء
تقارن اقتصاديات مصاعد الفضاء تكلفة إرسال حمولة إلى مدار الأرض عبر مصعد الفضاء بتكلفة القيام بذلك مع البدائل مثل الصواريخ.

## تكاليف الأنظمة الحالية (الصواريخ)
إن تكاليف استخدام نظام تم اختباره جيدًا لإطلاق الحمولات تكون غالية، حيث تتراوح الأسعار من حوالي 2,350 دولار/ كجم لإطلاق لفالكون الثقيل إلى حوالي 40,000 دولار أمريكي/كجم لإطلاق بيغاسوس (2004). قدمت مختلف الأنظمة المقترحة معدلات أقل لكنها إما فشلت في الحصول على تمويل كافٍ (روتون، وسي دراجون)، أو لا تزال قيد التطوير مثل نيو غلين أو مركبة ستارشيب الفضائية (التي تعد بأسعار منخفضة تصل إلى 47 دولارًا للكيلوغرام والرحلة الأولى ستكون في عشرينات القرن ال21) ، أو بشكل أكثر شيوعًا كان أداؤها المالي ضعيفًا (كما في حالة مكوك فضاء)، تكلفة صاروخ Shtil-3a حوالي 400 دولار/ كجم لكن عمليات الإطلاق نادرة ولديها حمولة صغيرة نسبيًا، وتكاليفها مدعومة جزئياً من قبل البحرية الروسية كجزء من تدريبات الإطلاق. تغيرت تكاليف الصواريخ قليلاً نسبيًا منذ الستينيات لكن السوق كانت راكدة للغاية.

## تقديرات التكلفة لمصعد الفضاء
تختلف التكلفة وفقًا لتصميم مصعد الفضاء، تلقى برادلي سي إدواردز تمويلًا من NIAC من 2001 إلى 2003 لكتابة مقالة تصف تصميم مصعد الفضاء وذكر فيه أن: «المصعد الأول سيخفض تكاليف المصعد على الفور إلى 100 دولار للرطل» (220 دولارًا / كجم).
طاقة الجاذبية الكامنة لأي جسم في مدار متزامن مع الأرض (GEO) نسبة إلى سطح الأرض حوالي 50 ميجا جول (15 كيلو واط ساعة) من الطاقة لكل كيلوغرام (انظر المدار المتزامن مع الأرض لمزيد من التفاصيل)، وباستخدام أسعار الكهرباء بالجملة لعام 2008 إلى 2009 والكفاءة الحالية 0.5% لإشعاع الطاقة سوف يتطلب مصعد الفضاء 220 دولارًا أمريكيًا / كجم فقط في تكاليف الكهرباء، يتوقع دكتور إدواردز من التقدم التقني زيادة الكفاءة إلى 2٪.
ومع ذلك نظرًا لحقيقة أن المصاعد الفضائية سيكون لها إنتاجية محدودة حيث أن حمولات قليلة فقط يمكنها تسلق الحبل في أي وقت فقد يخضع سعر الإطلاق لقوى السوق.

## تمويل تكلفة رأس المال
وفقًا لورقة قُدمت في المؤتمر الدولي الخامس والخمسين للملاحة الفضائية في فانكوفر في أكتوبر2004 يمكن اعتبار المصعد الفضائي مشروعًا ضخمًا مرموقًا تكون تكلفته الحالية المقدرة (6.2 مليار دولار أمريكي) مواتية مقارنة بالمشاريع الضخمة الأخرى على سبيل المثال الجسوروالأنفاق والأبراج العالية ووصلات السكك الحديدية عالية السرعة وماجليفس، كما أن التكاليف مواتية مقارنة بتكاليف أنظمة الطيران ومركبات الإطلاق الأخرى.

## التكلفة الإجمالية لمصعد الفضاء إدواردز الممول من القطاع الخاص
يقدر تكلفة المصعد الذي تم بناؤه وفقًا لاقتراح إدواردز بتكلفة 6 مليارات دولار.
للمقارنة في نفس الإطار الزمني المحتمل للمصعد سكايلون ذات سعة شحن تبلغ 12000 كجم بطائرة فضائية من مرحلة واحدة إلى المدار (ليس صاروخًا تقليديًا) تقدر تكاليف البحث والتطوير والإنتاج بحوالي 15 مليار دولار.
تبلغ تكلفة المركبة حوالي 3000 دولار / كجم، سيكون سكايلون مناسبًا لإطلاق البضائع وخاصة الأشخاص إلى مدار الأرض المنخفض / المتوسط (تستهدف 30 شخصًا كحد أقصى لكل رحلة). تعمل تصميمات مصاعد الفضاء المبكرة على نقل البضائع فقط ولكنها يمكن أن تنقل الأشخاص أيضًا إلى مجموعة أوسع بكثير من الوجهات.
مشروع بديل آخر لجلب أعداد كبيرة من الأشخاص والبضائع إلى المدار بشكل غير مكلف خلال هذا الإطار الزمني هي مركبة ستارشيب الفضائية التي -مثل سكايلون- ليست تصميم صاروخ تقليدي لأنه يمكن إعادة استخدامها بالكامل، ستبلغ سعة حمولتها ما بين 100 و 150 طنًا (220.000 و 330.000 رطل)، ويقدر أن تبلغ تكاليف البحث والتطوير 10 مليارات دولار، وتكاليف إنتاج حوالي 200 مليون دولار لطاقم ستارشيب، و130 مليون دولار لناقلة ستار شيب و 230 مليون دولار لشركة سوبر هيفي، يحتوي النظام على سعر أقل من 140 دولارًا / كجم، والذي قد يصل إلى 47 دولارًا / كجم. سيكون قادرًا على نقل 100 شخص بشكل مريح إلى المريخ (وبالتالي أكثر أهمية إلى المدار الأرضي المنخفض / المتوسط)